# كاتي غرين
كاتي غرين (بالإنجليزية: Katie Green)‏ هي عارضة بريطانية، ولدت في 28 أغسطس 1987 في إنجلترا في المملكة المتحدة.